# Bīsheh Sar
Bīsheh Sar (persiska: بيشه سر) är en ort i Iran.   Den ligger i provinsen Mazandaran, i den norra delen av landet, 190 km nordost om huvudstaden Teheran. Bīsheh Sar ligger 11 meter över havet och antalet invånare är 506.
Terrängen runt Bīsheh Sar är platt åt nordväst, men åt sydost är den kuperad.Runt Bīsheh Sar är det ganska tätbefolkat, med 111 invånare per kvadratkilometer. Närmaste större samhälle är Sari, 13,1 km sydväst om Bīsheh Sar. Trakten runt Bīsheh Sar består till största delen av jordbruksmark.